# Floreçac
Floreçac (en francès Florensac) és un municipi occità del Llenguadoc, en el departament de l'Erau a la regió Occitània.